# Durowo-Bobrik
Durowo-Bobrik (ros. Дурово-Бобрик) – wieś (ros. село, trb. sieło) w zachodniej Rosji, w sielsowiecie wyszniedieriewienskim rejonu lgowskiego w obwodzie kurskim.

## Geografia
Miejscowość położona jest w dorzeczu Bobrika (lewy dopływ Rieuta w dorzeczu Sejmu), 10 km od centrum administracyjnego sielsowietu (Wysznije Dieriewieńki), 21 km na południowy wschód od centrum administracyjnego rejonu (Lgow), 66 km na południowy zachód od Kurska.
We wsi znajduje się 70 posesji.
Klimat
Miejscowość, jak i cały rejon, znajduje się w strefie klimatu kontynentalnego z łagodnym ciepłym latem i równomiernie rozłożonymi opadami rocznymi (Dfb w klasyfikacji klimatów Köppena).

## Demografia
W 2010 r. wieś zamieszkiwało 76 osób.